# Campeonato Mundial de Patinaje de Velocidad sobre Hielo de 2019
El CXIII Campeonato Mundial de Patinaje de Velocidad sobre Hielo se celebró en Calgary (Canadá) del 2 al 3 de marzo de 2019 bajo la organización de la Unión Internacional de Patinaje sobre Hielo (ISU) y la Federación Canadiense de Patinaje sobre Hielo.
Las competiciones se realizaron en el Anillo Olímpico de la ciudad canadiense. 

## Resultados

### Masculino
| Evento                        | Oro                                         | Plata                                          | Bronce                                     |
| ----------------------------- | ------------------------------------------- | ---------------------------------------------- | ------------------------------------------ |
| 500 m (02.03)                 | Antoine Gélinas-Beaulieu · Canadá · 35,53 s | Patrick Roest · Países Bajos · 35,74 s         | Sverre Lunde Pedersen · Noruega · 35,85 s  |
| 1500 m (03.03)                | Sverre Lunde Pedersen · Noruega · 1:43,11   | Patrick Roest · Países Bajos · 1:43,31         | Sven Kramer · Países Bajos · 1:43,87       |
| 5000 m (02.03)                | Patrick Roest · Países Bajos · 6:08,27      | Sven Kramer · Países Bajos · 6:08,83           | Sverre Lunde Pedersen · Noruega · 6:10,10  |
| 10000 m (03.03)               | Patrick Roest · Países Bajos · 12:51,17     | Ted-Jan Bloemen · Canadá · 12:53,15            | Sverre Lunde Pedersen · Noruega · 12:56,91 |
| Clasificación general (03.03) | Patrick Roest · Países Bajos · 145,561 pts. | Sverre Lunde Pedersen · Noruega · 146,075 pts. | Sven Kramer · Países Bajos · 146,962 pts.  |

### Femenino
| Evento                        | Oro                                                | Plata                                       | Bronce                                           |
| ----------------------------- | -------------------------------------------------- | ------------------------------------------- | ------------------------------------------------ |
| 500 m (02.03)                 | Miho Takagi Japón 37,22 s                          | Ireen Wüst · Países Bajos · 38,46 s         | Antoinette de Jong · Países Bajos · 38,52 s      |
| 1500 m (03.03)                | Miho Takagi Japón 1:52,08                          | Ireen Wüst · Países Bajos · 1:53,48         | Ivanie Blondin · Canadá · 1:53,59                |
| 3000 m (02.03)                | Martina Sáblíková · República Checa · 3:53,31 RM   | Antoinette de Jong · Países Bajos · 3:58,25 | Isabelle Weidemann · Canadá · 3:58,51            |
| 5000 m (03.03)                | Martina Sáblíková · República Checa · 6:42,01 RM   | Isabelle Weidemann · Canadá · 6:49,68       | Carlijn Achtereekte · Países Bajos · 6:50,12     |
| Clasificación general (03.03) | Martina Sáblíková · República Checa · 156,036 pts. | Miho Takagi Japón 156,878 pts.              | Antoinette de Jong · Países Bajos · 157,840 pts. |

## Medallero
- Solo se otorgan medallas en la clasificación general.

| Núm. | País            | Oro | Plata | Bronce | Total |
| ---- | --------------- | --- | ----- | ------ | ----- |
| 1    | Países Bajos    | 1   | 0     | 2      | 3     |
| 2    | República Checa | 1   | 0     | 0      | 1     |
| 3    | Japón           | 0   | 1     | 0      | 1     |
| 3    | Noruega         | 0   | 1     | 0      | 1     |
|      | TOTAL           | 2   | 2     | 2      | 6     |